# Alessandro d'Este (cardeal)
Alessandro d'Este (Ferrara, 5 de maio de 1568 - Roma, 13 de maio de 1624) foi um cardeal do século XVII

## Biografia
Nasceu em Ferrara em 5 de maio de 1568. Filho ilegítimo de Alfonso d'Este, marquês de Montecchio, e Violante Segni. Irmão de Cesare, primeiro duque de Modena. Sobrinho do duque Afonso II de Ferrara (2) . Outros cardeais da família são Ippolito I d'Este (1493); Ippolito II d'Este (1538); Luigi d'Este (1561); Reinaldo d'Este (1641) e Reinaldo d'Este (1686).
Estudou em Pádua ( belle lettere , latim, italiano, espanhol e francês; ciência e direito).
Reitor de Santa Maria della Pomposa, janeiro de 1587. Arcipreste de Bondeno, janeiro de 1587.
Criado cardeal diácono no consistório de 3 de março de 1599; recebeu o gorro vermelho e a diaconia de S. Adriano, em 17 de abril de 1600. Dispensou-se por dois anos de receber o subdiaconato e o diaconato, em abril de 1599; dispensa renovada, março de 1600, 18 de março de 1602 e 15 de fevereiro de 1603. Optou pela diaconia de S. Maria Nuova, em 15 de novembro de 1600. Participou do conclave de março de 1605, que elegeu o Papa Leão XI. Participou do conclave de maio de 1605, que elegeu o Papa Paulo V. Protetor da Espanha desde 1611. Governador de Tivoli, 25 de maio de 1605; novamente, 23 de julho de 1620. Optou pela diaconia de S. Eustachio, 11 de janeiro de 1621. Participou do conclave de 1621, que elegeu o Papa Gregório XV. Optou pela diaconia de S. Maria na Via Lata, em 19 de abril de 1621. Cardeal protodiácono.
Eleito bispo de Reggio-Emilia, com dispensa por ainda não ter recebido as sagradas ordens, em 13 de outubro de 1621.

## Sacerdócio
Ordenado em 18 de outubro de 1621, Roma, pelo Papa Gregório XV. Consagrado domingo, 3 de abril de 1622, na igreja de Santa Maria in Via Lata, Roma, pelo cardeal Marcantonio Gozzadini, bispo de Tivoli, coadjuvado por Raffaele Inviziati, bispo de Zante, e Giulio Sansedoni, bispo de Grosseto. Participou do conclave de 1623, que elegeu o Papa Urbano VIII. Optou pela ordem dos cardeais presbíteros e pelo título de S. Maria della Pace, em 2 de outubro de 1623.
Morreu em Roma em 13 de maio de 1624, após uma grave e longa doença. Transferido para Tivoli e sepultado na igreja de S. Maria Maggiore de' Francescani, junto ao túmulo dos Cardeais Ippolito e Luigi d'Este.